# بريغهام يونغ (فلم)
بريغهام يونغ هو فيلم من نوع سيرة ذاتية وغرب أمريكي ‏ ودراما ورومانسية أُصدر في 1940. الفيلم من إنتاج وتوزيع تونتيث سينتشوري فوكس. وهو من إخراج هنري هاثاوي، أما السيناريو فكان من كتابة Lamar Trotti ‏ ولويس برومفيلد. من تأليف لويس برومفيلد.

## القصة
تقع أحداث الفيلم في يوتا. في بلدة ناوفو الحدودية بولاية إلينوي في عام 1844، اضطرت المجموعة الرئيسية للكنيسة إلى مغادرة إلينوي، واختيار الاستقرار مؤقتًا في نبراسكا. ثم يسافرون بالقطار إلى الحوض العظيم.

## طاقم التمثيل
- راشيل سمبسون
- هانك وردن
- مورونى أولسن [الإنجليزية]‏
- تولى مارشال [الإنجليزية]‏
- فينسنت برايس
- جين دراويل
- ماري أستور
- ليندا دارنيل
- بيرسي جونز
- آن إي. تود
- تايرون باور
- جون كارادين
- ويلارد روبرتسون
- آن تود
- دين جاجر
- جان روجرز
- تشارلز ميدلتون [الإنجليزية]‏
- بريان دونليفي
- مارك لورانس

## الإنتاج
موسيقى الفيلم التصويرية كانت من تأليف ألفريد نيومان. جرى تصوير أجزاء من الفيلم في لون باين، كاليفورنيا، في السهول الواقعة غرب باروان غاب، وفي بحيرة يوتا لمشاهد طيور النورس، تم تصوير مشاهد سولت ليك سيتي في كاليفورنيا، بينما تم تصوير الرحلة عبر نبراسكا وجرى تصوير وايومنغ في جنوب ولاية يوتا.

## وصلات خارجية
- مقالات تستعمل روابط فنية بلا صلة مع ويكي بيانات